# Carosello Carosone n. 3
Carosello Carosone n. 3 è il terzo album di Renato Carosone e il suo Quartetto, pubblicato il 22 dicembre 1955.

## Tracce
Lato 1
1. Mambo Italiano (Merrill)
2. E spingole frangese! (testo: Di Giacomo - musica: De Leva)
3. Domani (Minucci)
4. Ciribiribin (Pestalozza)

Lato 2
1. Tani (testo: Dani - musica: Monreal)
2. Mo vene Natale (Carosone)
3. Ricordate Marcellino? (testo: Giacobetti - musica: Savona)
4. Io mammeta e tu (testo: Pazzaglia - musica: Modugno)

## Formazione
- Renato Carosone - pianoforte, voce in "E spingole frangese!", "Tani" e "Mo vene Natale"
- Alberto Pizzigoni - chitarra
- Piero Giorgetti -  contrabbasso, voce in "Mambo Italiano", "Domani" e "Ricordate Marcellino?"
- Riccardo Rauchi - sax e clarino
- Gegé Di Giacomo - batteria, voce in "Io mammeta e tu"